# 1332
Пізнє Середньовіччя •  Реконкіста •  Ганза •  Авіньйонський полон пап •  Монгольська імперія

## Геополітична ситуація
Візантійську імперію очолює Андронік III Палеолог (до 1341). Імператором Священної Римської імперії
є Людвіг Баварський (до 1347). У Франції править Філіп VI Валуа (до 1350).
Апеннінський півострів розділений: північ належить Священній Римській імперії, середню частину займає Папська область, південь належить Неаполітанському королівству. Деякі міста півночі: Венеція, Піза, Генуя тощо, мають статус міст-республік. Триває боротьба гвельфів та гібелінів.
Майже весь Піренейський півострів займають християнські Кастилія і Леон, Арагонське королівство та Португалія, під владою маврів залишилися тільки землі на самому півдні. Едуард III королює в Англії (до 1377), Магнус Еріксон є королем Норвегії та Швеції (до 1364), а королем Польщі — Владислав I Локетек (до 1333). У Литві править князь Гедимін (до 1341).
Руські землі перебувають під владою Золотої Орди. Почалося захоплення територій сучасних України й Білорусі Литвою. Галицько-Волинське князівство очолює Юрій II Болеслав (до 1340). В Києві править князь Федір Іванович. Ярлик на володимирське князівство має московський князь Іван Калита.
Монгольська імперія займає більшу частину Азії, але вона розділена на окремі улуси, що воюють між собою. У Китаї, зокрема, править монгольська династія Юань. У Єгипті владу утримують мамлюки. Мариніди правлять у Магрибі. Делійський султанат є наймогутнішою державою Північної Індії, а на півдні Індії панують держава Хойсалів та держава Пандья. В Японії триває період Камакура.
Цивілізація майя переживає посткласичний період. Почали зароджуватися цивілізація ацтеків та інків.

## Події
- У Шотландії війська претендента на трон Едуарда Балліола завдали поразки військам короля Давида II в битві при Дапплін-Мурі. Едуарда Балліола короновано шотландським королем. Однак, в грудні в битві при Аннані сили, лояльні Давиду II, розбили війська Балліола.
- Люцерн приєднався до союзу трьох швейцарських кантонів.
- У Данії після смерті короля Хрістофера II почався період безвладдя.
- Король Норвегії та Швеції Магнус Еріксон придбав у данців Сканію.
- Спалахнув конфлікт між папою римським Іваном XXII та Паризьким університетом.
- Після смерті Хошіли та періоду боротьби за владу імператором династії Юань було проголошено 6-річного Ірінджібала, правління якого тривало тільки 43 дні, після чого його вбили.

## Народились
- 27 травня — Хальдун Абдурахман Абу Зейн ібн Мухаммед, арабський історик і філософ.